# Jeziora polskich Tatr
Jeziora polskich Tatr z podziałem na doliny.

## Dolina Białki
- Wołoszyński Stawek

### Dolina Rybiego Potoku
- Czarny Staw pod Rysami
- Morskie Oko
- Rybie Stawki (Małe Morskie Oko, Żabie Oko, Małe Żabie Oko)

### Dolina za Mnichem
- Staw Staszica
- Stawek na Kopkach
- Wyżnie Mnichowe Stawki (9)
- Zadni Mnichowy Stawek

### Dolina Pięciu Stawów Polskich
- Czarny Staw Polski
- Mały Staw Polski
- Przedni Staw Polski
- Szpiglasowe Stawki (4)
- Wielki Staw Polski
- Wole Oko
- Zadni Staw Polski

### Dolina Waksmundzka
- Waksmundzkie Oka (2)
- Waksmundzkie Stawki (2)

## Dolina Suchej Wody
- Toporowy Staw Niżni
- Toporowy Staw Wyżni

### Dolina Pańszczyca
- Czerwony Staw Pańszczycki

### Dolina Gąsienicowa
- Czarny Staw Gąsienicowy
- Czerwone Stawki Gąsienicowe (Wyżni (zachodni), Niżni (wschodni))
- Długi Staw Gąsienicowy
- Dwoisty Staw Gąsienicowy (Wschodni, Zachodni)
- Dwoiśniaczek (4)
- Dwoiśniak (Niżni, Wyżni wyschnięty)
- Jedyniak
- Kotlinowy Stawek
- Kurtkowiec
- Litworowy Staw Gąsienicowy
- Mokra Jama
- Samotniak (wyschnięty)
- Troiśniak (3, w tym 1 wysychający)
- Zadni Staw Gąsienicowy
- Zielony Staw Gąsienicowy
- Zmarzły Staw Gąsienicowy

## Dolina Bystrej

### Dolina Kasprowa
- Kasprowy Stawek

## Dolina Kościeliska
- Siwe Stawki (2)
- Kosowinowe Oczko
- Smreczyński Staw

## Dolina Chochołowska

### Dolina Starorobociańska
- Dudowe Stawki (5)